# بولفينية تايوانية
بولفينية تايوانية (الاسم العلمي: Paulownia taiwaniana) هي نوع من النباتات تتبع جنس البولفينية من فصيلة البولفينية.